# HD168733
HD168733 — хімічно пекулярна зоря спектрального класу B8, що має видиму зоряну величину в смузі V приблизно  5,3.
Вона  розташована на відстані близько 618,9 світлових років від Сонця.

## Пекулярний хімічний склад
Зоряна атмосфера HD168733 має підвищений вміст 
Sr
.

## Магнітне поле
Спектр даної зорі вказує на наявність магнітного поля у її зоряній атмосфері.
Напруженість повздовжної компоненти поля оціненої з аналізу
крил ліній Бальмера
становить  832,4± 305,3 Гаус.